# Paderno Franciacorta
Paderno Franciacorta là một đô thị thuộc tỉnh Brescia trong vùng Lombardia ở Ý. Đô thị này có diện tích 5 km², dân số 3382 người.
Đô thị này giáp với các đô thị sau: Castegnato, Passirano, Rodengo-Saiano.